# موسكو القلعي
موسكو القلعي (بالرومانية: Mosko Alkalai)‏ هو ممثل إسرائيلي وروماني، ولد في 10 مارس 1931 ببوخارست في رومانيا، وتوفي في 1 أبريل 2008 بتل أبيب في إسرائيل.

## أعمال

### أفلام
- (1999) لانسكاي

## وصلات خارجية
- موسكو القلعي على موقع IMDb (الإنجليزية)
- موسكو القلعي على موقع ألو سيني (الفرنسية)
- موسكو القلعي على موقع قاعدة بيانات الأفلام السويدية (السويدية)
- موسكو القلعي على موقع قاعدة بيانات الفيلم (الإنجليزية)
- موسكو القلعي على موقع كينوبويسك (الروسية)